# Хрящ

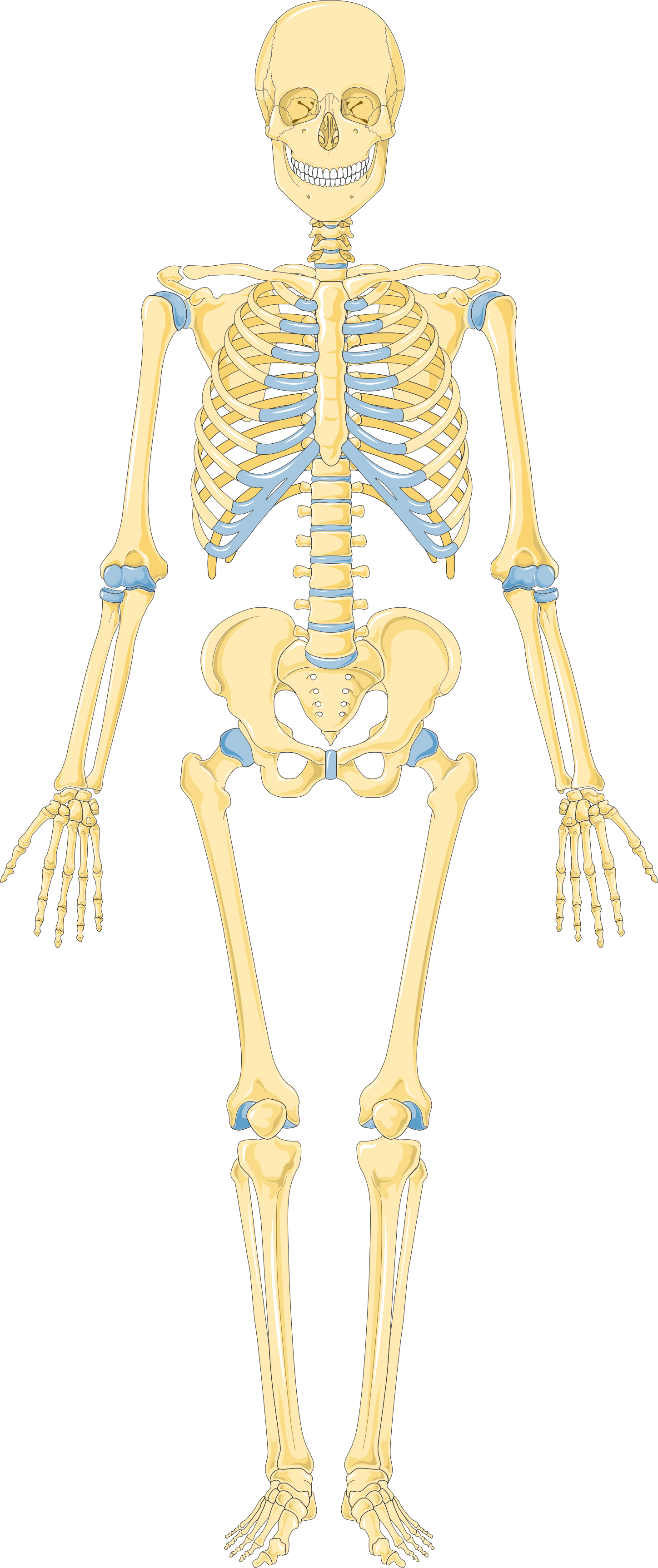
Хрящі в людському скелеті (позначені блакитним)

Хрящ (лат. cartilago) — різновид сполучної тканини в організмі деяких безхребетних (наприклад, головоногих молюсків) і всіх хребетних, яка виконує опорно-механічну функцію. Постійний хрящовий скелет властивий для хрящових риб і круглоротих. У решти хребетних хрящовий скелет є лише у зародковій стадії розвитку. В онтогенезі хрящ розвивається з мезенхіми.
Тканина хряща представлена клітинами (хондробластами і хондроцитами), розташованими поодинці або групами, і оточуючою їх міжклітинною речовиною, що складається з колагенових, рідше еластинових, волокон і так званої основної (аморфної) речовини. Волокна побудовані з молекул одного з різновидів колагену (тип II), яка не зустрічається в кістковій або волокнистій з'єднувальній тканині, а також білка еластину. Вони утворюють мережу, щільність якої зростає навколо клітин.
Основна речовина складається з високомолекулярних поліаніонів — галактозамінгліканів і глюкозамінгліканів (хондроїтінсульфати, кератосульфати, гіалуронова і сіалова кислоти, гепарин), створюючих комплекси з білками, — протеоглікани, молекулярна структура яких обумовлює пружність хряща. Механічні властивості хряща залежать від особливостей міжклітинної речовини.

## Типи хрящів
Найпоширеніший гіаліновий (склоподібний) хрящ характеризується відносно великою кількістю основної речовини; з нього переважно побудований скелет у зародків, а у дорослих ссавців він зберігається на суглобових поверхнях кісток, в ребрах, по ходу дихальних шляхів.
У волокнистому (сполучнотканинному) хрящі колагенові волокна зібрані в пучки і відрізняються впорядкованим розташуванням; він є в міжхребцевих дисках, лонному зчленуванні і в місцях переходу волокнистої тканини (наприклад, сухожиль) в гіаліновий хрящ.
Еластичний (сітчастий) хрящ не здатний до звапніння, містить еластичні волокна, з нього складається хрящова частина вушної раковини, надгортанник, ділянки стінки зовнішнього слухового проходу, деякі хрящі гортані. Хрящ покритий охрястям, клітини якого здатні перетворюватися на хондробласти, забезпечуючі периферичне зростання хряща так званими накладеннями (збільшення маси міжклітинної речовини).
Зростання хряща може відбуватися і внаслідок ділення його клітин (вставне зростання). У хрящі немає кровоносних судин, і його живлення здійснюється шляхом дифузії речовин з охрястя а в суглобових хрящах, де вона відсутня, — з синовіальної рідини і судин відповідної кістки.

### відео
- Лекція - Хрящові тканини на YouTube 19 бер. 2022 р., 41"14'